# 长对矛虫
长对矛虫（学名：Amphilonche elongata）为等棘虫科对矛虫属的动物。分布于大西洋、红海、阿拉伯海、马来群岛、太平洋、地中海，包括东海等海域。
其种加词“elongata”意为“长的”。